# جبل الجموح (ذمار)
جبل الجموح هي إحدى قرى الجمهورية اليمنية. تتبع جغرافيا لمحافظة ذمار وإداريًا لمديرية ضوران انس. يبلغ تعداد سكانها 1952 نسمة حسب الإحصاء الذي أجري عام 2004.